# Eric Walter Elst
Eric Walter Elst   (Kapellenbos i Mortsel, 30 de novembre de 1936 - Anvers, 2 de gener de 2022) fou un astrònom belga, prolífic descobridor d'asteroides, que a l'abril de 2004 n'havia descobert prop de 3.000, dels quals uns 40 en va ser codescobridor.
L'asteroide (3936) Elst va ser nomenat en el seu honor.
| 4486 Mithra         | 22 de setembre de 1987 | amb V. Xkódrov | Asteroide Apol·lo |
| (7968) Elst-Pizarro | 14 de juliol de 1996   | amb G. Pizarro | Estel             |
| (15745) 1991 PM₅    | 3 d'agost de 1991      |                | Asteroide Amor    |
| (21088) 1992 BL₂    | 30 de gener de 1992    |                | Asteroide Amor    |
| (52387) 1993 OM₇    | 20 de juliol de 1993   |                | Asteroide Amor    |
| (10068) Dodoens     |                        |                |                   |
| (9629) Servet       |                        |                |                   |
| (10185) Gaudi       |                        |                |                   |
| (10186) Albéniz     |                        |                |                   |